# Lepidiota valida
Lepidiota valida är en skalbaggsart som beskrevs av Heller 1914. Lepidiota valida ingår i släktet Lepidiota och familjen Melolonthidae. Inga underarter finns listade i Catalogue of Life.